# Habitatge a la Riera, 135 (Mataró)
L'Habitatge a la Riera, 135 és una obra de Mataró (Maresme) protegida com a bé cultural d'interès local.

## Descripció
Edifici en cantonada de planta baixa i pis, amb pati posterior. La façana de la Riera presenta un eix de simetria central on se situa l'accés, amb dues finestres a cada costat i tres balcons al primer pis. L'edifici acaba amb una cornisa amb dentellons sobre la qual se situa un acroteri esgrafiat on figura la data de construcció i un ull de bou.